# Francisco Obregón
Francisco Antonio Obregón Muñoz (Barbosa, 2 de abril de 1801-Medellín, 29 de octubre de 1869) fue un abogado, catedrático y político colombiano, miembro fundador del Partido Conservador Colombiano.
Obregón quedó encargado del gobierno por ausencia temporal del dictador José María Melo, entre mayo y junio de 1854, en su calidad de Presidente del Consejo de Estado. Derrocada la dictadura, Obregón huyó de Colombia hacia Venezuela y Cuba, hasta que se le permitió regresar a Colombia durante la presidencia de Manuel María Mallarino.

## Biografía
Francisco Antonio Obregón Muñoz nació en Barbosa, Provincia de Antioquia, en el Virreinato de Nueva Granada (actualmente departamento de Antioquia en Colombia), el 2 de abril de 1801, en el seno de una familia acomodada de criollos. 
Realizó sus primeros estudios en la escuela de don Chepe Dávila, y se radicó en Santafé en 1818 para iniciar sus estudios de jurisprudencia en el Colegio Mayor de Nuestra Señora del Rosario. Ya como egresado regresó a su ciudad para dedicarse a la enseñanza. Ingresó al Colegio de Antioquia como profesor, alternando sus actividades con la política, afiliándose al Partido Conservador Colombiano, siendo diputado y congresista por Antioquia. 

### Gobernador de Antioquia (1836-1840)
El 8 de febrero de 1836 asumió como presidente del Estado de Antioquia (gobernador), sucediendo a Juan Santamaría en el cargo. Durante su administración, planteó la necesidad de establecer una escuela normal para Medellín. Durante su gestión, se desató la Guerra de los Supremos.

### Guerra de los Supremos y exilio
A pesar de ser del partido oficialista, Obregón fue uno de los alzados en armas contra el presidente José Ignacio de Márquez, siendo arrestado por el gobierno en las sabanas de Corozal y condenado a muerte por sus actividades revolucionarias, pero fue indultado por el presidente Pedro Alcántara Herrán. En su lugar, Obregón se vio obligado a exiliarse en las Antillas, donde dictaba clases de inglés y francés, idiomas que dominaba. Durante su estancia en Jamaica, enseñó español y luego viajó a Italia para servir de intérprete para el diplomático Eladio Urizarn.

## Familia

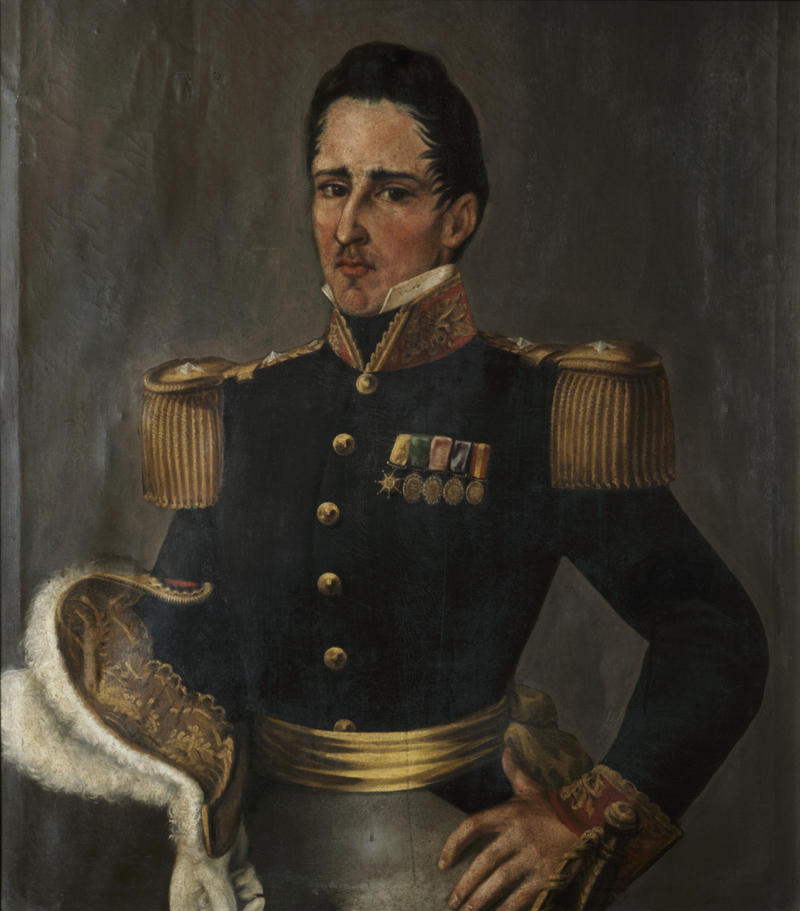
Uno de sus primos, el general José María Córdova.

Francisco Obregón era hijo de Pedro Antonio Obregón y Uribe y de María Josefa Muñoz y Castrillón, siendo sus hermanos Pastora, Camila y Paulino Obregón Muñoz. Su padre era hijo del fundador del municipio de Barbosa, Antioquia, Gabriel José Ignacio Muñoz de Rojas y Casafús.
Su madre, por otra parte, era tía de los oficiales del ejército José María y Salvador Córdova Muñoz. José María fue uno de los oficiales más cercanos al expresidente Simón Bolívar, y un destacado militar durante las guerras de independencia de Suramérica, ganándose el apodo de El Héroe de Ayacucho.

### Matrimonio y descendencia
Francisco se casó con Domitila Gómez Barrientos, parienta del empresario y banquero Miguel Vásquez Barrientos, cuya prima, Enriqueta Vásquez Jaramillo, fue la tercera esposa del expresidente Mariano Ospina Rodríguez; por lo anterior, Vásquez era tío segundo del expresidente Pedro Nel Ospina Vásquez. Otro pariente lejano de su esposa era el empresario José María Barrientos Jaramillo, cuyo hijo fue el expresidente Marco Fidel Suárez.
Con Domitila, Francisco tuvo a sus hijos Cecilia, Dolores, Pablo Emilio, Francisco y Julia Obregón Gómez. Sus primera hijas se casaron con hijos del sueco Karl Sigismund Tromholt von Greiff, quien llegó a Colombia huyendo de una conspiración contra el rey Gustavo III de Suecia.
De Cecilia son nietos los escritores León y Otto de Greiff Häusler, y de Dolores es tataranieto el académico y abogado Gustavo de Greiff Restrepo, quien a su vez fue padre de la abogada Mónica de Greiff Lindo. De su nieto León es sobrino el ajedrecista Boris de Greiff Bernal.